# Long Beach Grand Prix 1990
Long Beach Grand Prix 1990 var ett race som var den andra deltävlingen i PPG IndyCar World Series 1990. Racet kördes den 22 april på Long Beach gator. Al Unser Jr. tog sin första seger för säsongen, vilket förde upp honom i mästerskapsledning. Emerson Fittipaldi blev tvåa, följd av Danny Sullivan.

## Slutresultat
| Plats | Förare             | Team                     | Grid | Kvaltid  |
| ----- | ------------------ | ------------------------ | ---- | -------- |
| 1     | Al Unser Jr.       | Galles-Kraco Racing      | 1    | 1.06,798 |
| 2     | Emerson Fittipaldi | Marlboro Team Penske     | 2    | 1.06,889 |
| 3     | Danny Sullivan     | Marlboro Team Penske     | 4    | 1.07,217 |
| 4     | Michael Andretti   | Newman/Haas Racing       | 5    | 1.07,314 |
| 5     | Mario Andretti     | Newman/Haas Racing       | 6    | 1.07,686 |
| 6     | Rick Mears         | Penske Racing            | 3    | 1.06,922 |
| 7     | Arie Luyendyk      | Doug Shierson Racing     | 13   | 1.08,930 |
| 8     | Scott Brayton      | Dick Simon Racing        | 8    | 1.08,318 |
| 9     | Raul Boesel        | Truesports Co.           | 10   | 1.08,478 |
| 10    | Teo Fabi           | Porsche Motorsports      | 7    | 1.07,771 |
| 11    | Didier Theys       | Vince Granatelli Racing  | 14   | 1.08,980 |
| 12    | Bobby Rahal        | Galles-Kraco Racing      | 9    | 1.08,464 |
| 13    | Eddie Cheever      | Chip Ganassi Racing      | 12   | 1.08,621 |
| 14    | Roberto Guerrero   | Patrick Racing           | 19   | 1.08,955 |
| 15    | Dominic Dobson     | Bruce Leven Racing       | 20   | 1.09,982 |
| 16    | Jon Beekhuis       | P.I.G. Racing            | 11   | 1.08,505 |
| 17    | Scott Goodyear     | Doug Shierson Racing     | 16   | 1.09,314 |
| 18    | Dean Hall          | Dale Coyne Racing        | 25   | 1.15,020 |
| 19    | Hiro Matsushita    | Dick Simon Racing        | 21   | 1.10,206 |
| 20    | Willy T. Ribbs     | Raynor Motorsports Group | 15   | 1.09,077 |
| 21    | John Andretti      | Porsche Motorsports      | 17   | 1.09,419 |
| 22    | Randy Lewis        | Arciero Racing           | 23   | 1.12,263 |
| 23    | Guido Daccò        | Bettenhausen Motorsports | 24   | 1.13,160 |
| 24    | A.J. Foyt          | A.J. Foyt Enterprises    | 18   | 1.09,641 |
| 25    | Steve Bren         | Arciero Racing           | 22   | 1.10,677 |